# IIHF Challenge Cup of Asia 2018
IIHF Challenge Cup of Asia 2018 se uskutečnil ve dvou turnajích rozdělených podle výkonnosti stejně jako v předchozím roce, přičemž byl uplatněn systém postupu a sestupu jednoho celku mezi nimi na základě výsledků předchozího ročníku. Místo Indie, která byla druhá v 1. divizi předchozího ročníku vstoupil do elitní skupiny celek Filipín, který se zhostil pořadatelství. I tak se elitní divize hrála jen v pěti účastnících, protože vítěz posledního ročníku, tým Spojených arabských emirátů se již účastnil pouze Divize III Mistrovství světa.
V 1. divizi se objevily pouze čtyři týmy a sice sestoupivší Malajsie, účastníci předchozího ročníku Indie a Macao a nováček Indonésie.

## Elitní skupina
Turnaj výkonnostně nejvyšší elitní skupiny se konal od 3. do 8. dubna 2018 v hale SM Mall of Asia v Pasay na Filipínách. Turnaje se zúčastnilo pět mužstev, která spolu hrála v jedné skupině každé s každým. Vítězství si připsali hráči Mongolska před hráči Thajska a hráči Filipín. Do divize I sestoupil Kuvajt.

### Tabulka
|    |           | Mongolsko | Thajsko | Filipíny | Singapur | Kuvajt | V | VP | PP | P | VG | OG | B |
| 1. | Mongolsko | ***       | 5:1     | 5:6      | 5:3      | 11:2   | 3 | 0  | 0  | 1 | 26 | 12 | 9 |
| 2. | Thajsko   | 1:5       | ***     | 7:4      | 11:0     | 12:1   | 3 | 0  | 0  | 1 | 31 | 10 | 9 |
| 3. | Filipíny  | 6:5       | 4:7     | ***      | 15:0     | 13:0   | 3 | 0  | 0  | 1 | 38 | 12 | 9 |
| 4. | Singapur  | 3:5       | 0:11    | 0:15     | ***      | 3:2    | 0 | 1  | 0  | 3 | 6  | 33 | 2 |
| 5. | Kuvajt    | 2:11      | 1:12    | 0:13     | 2:3      | ***    | 0 | 0  | 1  | 3 | 5  | 39 | 1 |

## Divize I
Turnaj výkonnostně nižší skupiny nazvaný divize I podle vzoru mistrovství světa se konal od 24. do 29. března 2018 v hale Malaysia National Ice Skating Stadium v Empire City Mall v Petaling Jayi nedaleko Kuala Lumpuru v Malajsii. Turnaje se zúčastnila čtyři mužstva, která spolu hrála v jedné skupině každé s každým, načež následovalo semifinále, finále a zápas o třetí místo. Zvítězilo družstvo Malajsie a spolu s ním si postup do elitní skupiny zajistil i druhé Macao.

### Tabulka
|     |           | Malajsie | Indie | Macao | Indonésie | V | VP | PP | P | VG | OG | B |
| SF1 | Malajsie  | ***      | 10:1  | 7:1   | 12:0      | 3 | 0  | 0  | 0 | 29 | 2  | 9 |
| SF2 | Indie     | 1:10     | ***   | 3:0   | 2:4       | 1 | 0  | 0  | 2 | 6  | 14 | 3 |
| SF2 | Macao     | 1:7      | 0:3   | ***   | 5:2       | 1 | 0  | 0  | 2 | 6  | 12 | 3 |
| SF1 | Indonésie | 0:12     | 4:2   | 2:5   | ***       | 1 | 0  | 0  | 2 | 6  | 19 | 3 |

### Play-off

#### Semifinále
|  | SF1 | Malajsie | 12:4 | Indonésie |
|  | SF2 | Macao    | 4:2  | Indie     |

#### Finále a zápas o 3. místo
|    | Finále     | Malajsie  | Macao |
| 6. | Malajsie   | ***       | 7:2   |
| 7. | Macao      | 2:7       | ***   |
|    | o 3. místo | Indonésie | Indie |
| 8. | Indonésie  | ***       | 4:1   |
| 9. | Indie      | 1:4       | ***   |